# صموئيل جون
صموئيل جون (بالإنجليزية: Samuel John)‏ هو ممثل هندي، ولد في 18 أبريل 1968.